# Jakov Georgievič Černichov
Jakov Georgievič Černichov (in russo Яков Георгиевич Чернихов?; Pavlograd, 17 dicembre 1889 – Mosca, 9 maggio 1951) è stato un architetto, designer e insegnante sovietico.
I suoi libri sulla progettazione architettonica pubblicati tra la fine degli anni venti e l'inizio degli anni trenta contengono testi e illustrazioni d'architettura tra i più innovativi dell'epoca.

## Biografia
Černichov nacque da una famiglia povera che ebbe 12 figli. Dopo essersi diplomato presso la Scuola d'Arte di Odessa, nel 1914 si iscrisse alla Facoltà di Disegno presso l'Accademia Imperiale delle Arti di Pietrogrado (San Pietroburgo), frequentando anche corsi accademici di pedagogia. Nel 1916, si trasferì al dipartimento di architettura - in cui insegnava anche una figura di spicco quale Leon Benois - laureandosi nel 1925. Coinvolto negli sconvolgimenti sociali e politici successivi alla Rivoluzione d'ottobre ed attratto dalle nuove concezioni artistiche espresse dalle avanguardie futuriste, tra cui il costruttivismo e il suprematismo di Malevich (con il quale entrò in contatto), Černichov descrisse le sue idee in una serie di libri pubblicati a Leningrado tra il 1927 e il 1933, tra cui:
- L'arte della rappresentazione grafica (1927)
- Fondamenti di architettura contemporanea (1930)
- La costruzione delle forme dell'architettura e della macchina (1931)
- 101 fantasie architettoniche (1933)

Quest'ultimo, un raffinato esempio di stampa a colori, fu uno degli ultimi libri d'arte di avanguardia ad essere pubblicato in Unione Sovietica durante il periodo stalinista. I suoi disegni, di rilevante qualità grafica e formale, prefigurano l'architettura della fine del XX secolo. A causa delle sue idee anticonformiste, Černichov venne emarginato dal regime; pur continuando a lavorare come insegnante e tenendo alcune esposizioni delle sue opere, pochi dei suoi progetti vennero realizzati, e di questi ancora meno ne sono sopravvissuti: tra questi ultimi vi è la torre della fabbrica della 'Chiodatrice Rossa' a San Pietroburgo.
Successivamente Černichov produsse anche un certo numero fantasie architettoniche di carattere classicista, mai esposte durante il corso della sua vita. Un libro su La costruzione della forma delle lettere contenente alcuni dei suoi disegni tipografici è stato pubblicato dopo la sua morte, nel 1959.
Černichov, soprannominato il Piranesi dei Soviet, durante l'arco della sua vita produsse circa 17.000 disegni e progetti. Nel 2006 alcune centinaia di disegni di Černichov - per un valore stimato di 1.300.000 $ sono scomparsi dagli Archivi di Stato russi: di essi circa 274 sono stati recuperati, in Russia e all'estero